# Aetea sica
Aetea sica is een mosdiertjessoort uit de familie van de Aeteidae. De wetenschappelijke naam van de soort is, als Hippothoa sica, voor het eerst geldig gepubliceerd in 1844 door Couch.